# Yazdegerd III.

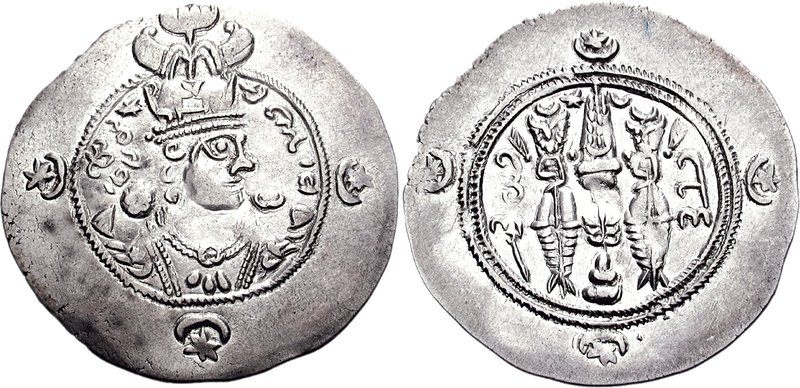
Münze Yazdegerds III.

Yazdegerd III. (auch Yazdgird und Yazdgard, persisch یزدگرد Yazdgerd, ‚von Gott geschaffen‘ [jæzdˈgʲerd]; † 651) aus dem Haus der Sassaniden war von 632 (633?) bis 651 der letzte Sassanidenkönig und letzte Großkönig Persiens.

## Leben

### Das Sassanidenreich zur Zeit Yazdegerds
Yazdegerd war Tabari zufolge zum Zeitpunkt seines Todes 28 Jahre alt und wird demnach etwa im Jahr 623 geboren worden sein. Er war ein Enkel Chosraus II., nach dessen Tod 628 auch sein Vater Shahriyar ermordet wurde und eine chaotische Zeit im sassanidischen Perserreich angebrochen war, in deren Verlauf eine ganze Reihe nur kurz herrschender Könige und Königinnen die Macht erlangte. Das Reich war sowohl von den Kämpfen im Inneren als auch von dem erst 629 beendeten, blutig geführten Krieg gegen Ostrom erschöpft. Als sich der junge Yazdegerd schließlich als das letzte männliche Mitglied der Königsfamilie durchsetzen konnte, schien die Zeit der Wirren vorbei zu sein, und man machte sich Hoffnungen auf einen Wiederaufstieg des erschöpften Reiches. Er wurde in Istachr inthronisiert, was ein symbolträchtiger Ort der sassanidischen Dynastie war, wobei sich Ktesiphon damals auch noch nicht in seiner Hand befand. Tatsächlich erwies sich aber in der folgenden Zeit der Ansehensverlust des Königtums als letztlich irreparabel.

### Einfall der Araber
Bald darauf brachen die muslimischen Araber sowohl in das oströmische als auch in das sassanidische Reich ein (siehe Islamische Expansion). Die Abgesandten des ersten Kalifen forderten die Sassaniden zur Unterwerfung oder zur Annahme der neuen Religion auf, was der junge Perserkönig freilich ablehnte. Einen ersten Angriff konnten die persischen Truppen in der so genannten Schlacht an der Brücke 634 tatsächlich noch erfolgreich abwehren und die Araber zunächst aus Mesopotamien vertreiben; doch da es im Anschluss erneut zu inneren Wirren kam, konnten die Sassaniden den Sieg nicht ausnutzen. Wohl 638 (wahrscheinlicher als 636 oder 637) kam es dann zur Schlacht von Kadesia im heutigen Irak: Der persische General Rostam Farrochzād, der 634 noch gesiegt hatte, fiel diesmal nach hartem Kampf, und seine Armee wurde von den Arabern vernichtend geschlagen. Mit der Niederlage stand den Siegern zunächst kein sassanidisches Heer mehr im Weg, weshalb sie auch fast mühelos Mesopotamien mit der Hauptresidenz Ktesiphon eroberten und den persischen Staatsschatz erbeuteten. Die persische Nordwestarmee, die in Persarmenien und Aserbaidschan stationiert war, griff nicht in die Kämpfe ein – man vermutet, dass sich ihr adliger Befehlshaber hochverräterisch mit den Arabern verständigt hatte. Mit der Niederlage der Römer in der Schlacht am Jarmuk 636 stand den Angreifern zudem auch Syrien offen; da mit einem oströmischen Gegenangriff vorerst nicht zu rechnen war, konnten sie sich weitgehend auf den Krieg gegen Persien konzentrieren. Nach einigen Diskussionen entschieden sich die Muslime dazu, sich nicht mit der Eroberung Mesopotamiens zufriedenzugeben, sondern weiter in die iranische Hochebene vorzustoßen.
Yazdegerd musste derweil aus seiner Hauptstadt Ktesiphon fliehen und zog sich in das eigentliche Iran zurück, wo er den Widerstand organisierte und Truppen versammelte. (Der angebliche Briefwechsel zwischen ihm und dem Kalifen ʿUmar ibn al-Chattāb ist aufgrund zahlreicher Anachronismen fast mit Sicherheit eine spätere Fälschung.) Allerdings wurde er (wie anhand von Münzprägungen belegbar) nicht mehr im gesamten Reich unangefochten anerkannt und konnte sich immer nur regional Autorität verschaffen.
Im Jahr 642 unterlag sein Heer in der blutigen Schlacht von Nehawend (oder Nihawand, südlich des heutigen Hamadan) erneut den Angreifern, womit das Schicksal Yazdegerds und seiner Dynastie entschieden war. Denn nun verloren die Großen seines Reiches endgültig das Vertrauen in die Sieghaftigkeit des jungen Königs. Sie wandten sich teils ab und suchten vielfach Arrangements mit den Eroberern zu treffen; währenddessen leisteten in anderen Teilen des Reiches die Perser den Arabern aber weiterhin teils heftigen Widerstand.

### Flucht und Tod
Yazdegerd flüchtete immer weiter nach Ostiran, stets auf der letztlich vergeblichen Suche nach Unterstützung. Er richtete auch mehrere Hilferufe an das chinesische Kaiserreich der Tang, die aber aufgrund der Entfernung keine wirksame Unterstützung leisten konnten oder wollten. 651 wurde Yazdegerd III. bei Merw, wohl im Auftrag des dortigen Statthalters, der des Königs überdrüssig war und selbst herrschen wollte, getötet. Die perso-arabischen Autoren berichten noch Jahrhunderte später davon, die Nachfahren des Statthalters bzw. des Müllers, der Yazdegerd im Auftrag des Statthalters getötet habe, würden „Königsmörder“ genannt – nach persischer Vorstellung war die Person des Großkönigs heilig und sakrosankt, der Mord an Yazdegerd war also ein schwerer Frevel.
Yazdegerds Sohn Peroz konnte zu den Türken und schließlich an den Hof der Tang-Kaiser fliehen, doch an eine Rückkehr auf den Thron war nicht mehr zu denken; Peroz beschloss sein Leben im chinesischen Exil. Peroz’ jüngerer Bruder Bahram war wohl ebenfalls zum chinesischen Hof geflüchtet. Bei den geflohenen Persern scheint es sich auch um mehrere Christen gehandelt zu haben, die somit als Vermittler des Christentums in China wirkten.
Mit Yazdegerd III. endete somit auch die Herrschaft der persischen Dynastie der Sassaniden. Sein Tod markiert für den Vorderen Orient das Ende der Antike und des Alten Orients und den Beginn des Mittelalters. Yazdegerd war zudem der letzte persische Herrscher, der dem Zoroastrismus anhing. Viele gläubige Zoroastrier zählen daher die Jahre bis heute seit dem Jahr 632/633, der Thronbesteigung des Königs.
Doch auch für manche Muslime blieb die Erinnerung an den letzten Sassaniden wichtig: Nach einer späteren schiitischen Tradition heiratete eine Tochter Yazdegerds III. (Schahrbanu) al-Husain ibn 'Alī und wurde die Mutter des vierten Imams Ali Zain al-Abidin, was den schiitischen Imamen neben der islamischen auch eine dynastische Legitimation – auf beiden Seiten allerdings nur in weiblicher Linie – verleihen sollte (die Vorstellung, dass das Recht auf Herrschaft erblich sei, war auch bei den Muslimen weit verbreitet). Dass diese Legende auf Tatsachen beruht, ist sehr unwahrscheinlich. Dennoch wird ihr Grabmal in Rey verehrt.
Die Burg Yazdegerd in Nachitschewan in Aserbaidschan trug seinen Namen.

## Yazdegerd in FirdausisSchāhnāme– Sage 50
Firdausi erzählt in seinem berühmten Epos Schāhnāme, das die Erzählungen und Legenden rund um die Könige Persiens dichterisch verarbeitet, im 10. Jahrhundert folgende Geschichte: Yazdegerd III. sei nach Merw gekommen, doch der dortige Statthalter namens Mahuj (in der Übersetzung von Robert Adam Pollak) habe beschlossen, den König und seine Begleiter zu ermorden. Als der Herrscher mit seinen Truppen die Türken angegriffen habe, seien ihm seine Männer bereits nicht mehr in die Schlacht gefolgt. Von allen verlassen, sei Yazdegerd alleine geflohen und habe sich in einer Mühle versteckt, wo ihn der Müller gefunden habe. Diesem seien zwar der Reichtum, die prächtige Rüstung und die Schönheit des Mannes aufgefallen, er habe aber nicht verstanden, um wen es sich handelte. Yazdegerd habe ihn gebeten, ihm die notwendigen Gegenstände zu beschaffen, um ein Gebet durchführen zu können; dabei sei der Müller aber in die Hände des verräterischen Statthalters gefallen, der sofort erkannt habe, wer sich in der Mühle versteckte, und den Müller gegen den Widerstand seiner eigenen Anhänger gezwungen habe, Yazdegerd zu ermorden. So habe der Müller den letzten Großkönig hinterrücks erstochen und dem Statthalter Krone und Königsumhang gebracht. Eine Gruppe christlicher Mönche habe den nackten Leichnam dann aus Barmherzigkeit gewaschen, anschließend hätten sie Yazdegerd gemäß zoroastrischer Vorschrift in einem improvisierten Turm des Schweigens bestattet. Wie viel Wahrheit in dieser Geschichte steckt, lässt sich nicht entscheiden.

## Kalender von Yazdegerd
In der Navigation der Araber im Indischen Ozean wurde im Mittelalter ein nach Yazdegerd III. benannter und von diesem 632 eingeführter Sonnenkalender benutzt, da der islamische Mondkalender nicht geeignet war. Das erste Jahr des Kalenders war das Jahr 632, in dem er gekrönt wurde. Der erste Tag war der 16. Juni (entsprechend der Zeit der Sommersonnenwende) und es gab zwar eine Einteilung in 12 Monate, die Tage wurden aber aufeinanderfolgend von 1 bis 365 nummeriert.